# Gyulafehérvár

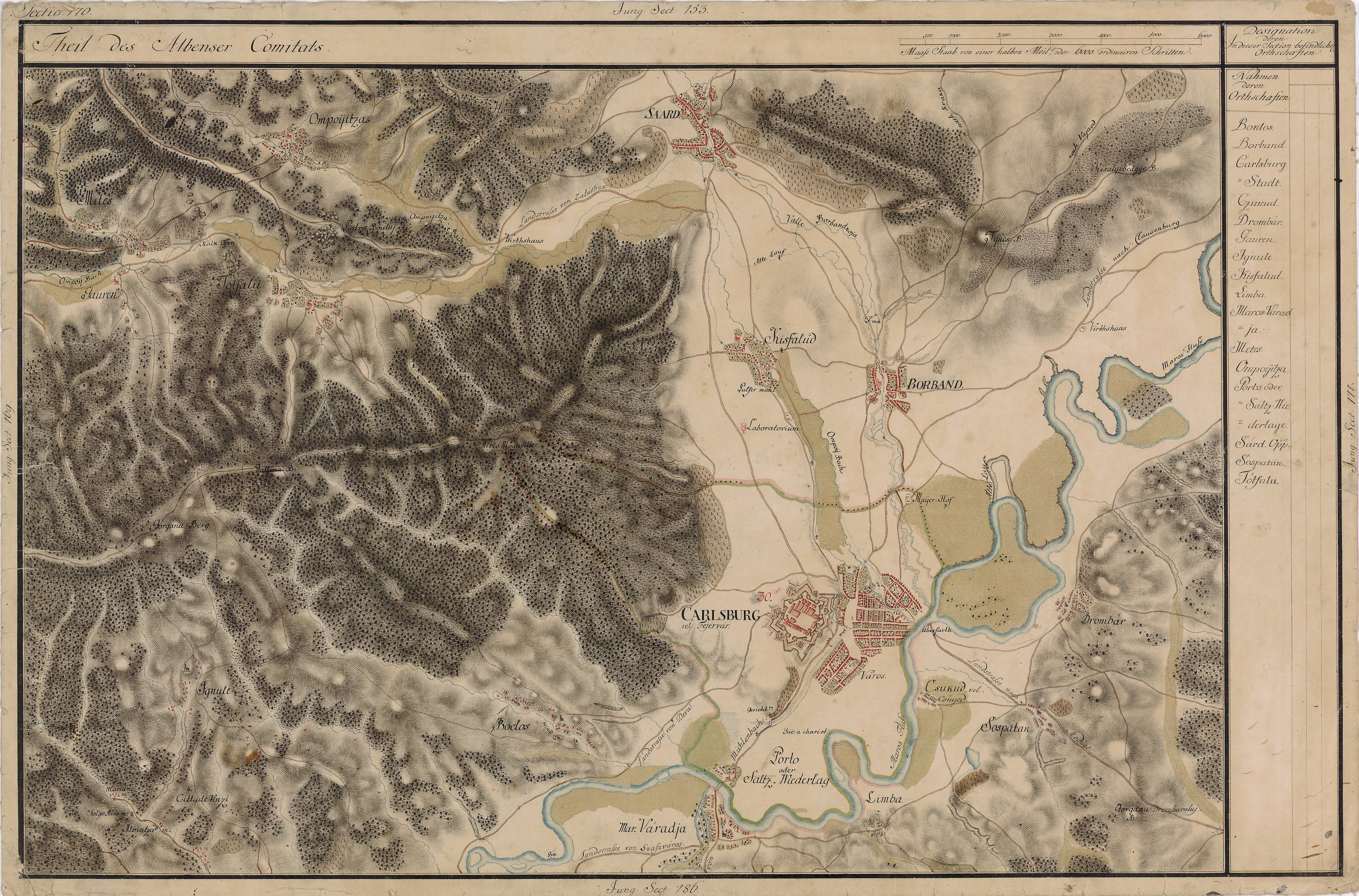
Gyulafehérvár környéke 1770 körül

Gyulafehérvár vagy III. Károly magyar király után Károlyfehérvár (románul: Bălgrad, majd Alba Iulia, németül: Karlsburg, vagy Weissenburg, latinul: Apulum vagy Albensis Transsilvane, szászul: Keist) város, Romániában, Fehér megye székhelye, Erdély ősi történelmi fővárosa, a Gyulafehérvári főegyházmegye (korábbi nevén Erdélyi egyházmegye) székhelye, egyúttal a román ortodox egyház erdélyi székvárosa. 1542 és 1690 között az Erdélyi Fejedelemség fővárosa, majd Fehér, illetve 1775-től Alsó-Fehér vármegye székhelye. Ma municípiumként Fehér megye székhelye.
Borbánd, Ompolykisfalud és Poklos települések tartoznak hozzá.
Az ókorban a mai vár területén helyezkedett el az Apulum római tábora. A város 1541 és 1711 között Erdély fejedelmeinek székhelye, így az Erdélyi Fejedelemség politikai fővárosa volt. 1595–1596 között Báthory Zsigmond, illetve 1600–1601 között Mihai Viteazul vezetésével Moldva, Erdély és Havasalföld politikai vezetőjének lakóhelye volt, amelyek személyes unióban álltak egymással. 1918. december 1-jén itt tartották meg az Erdély és a Bánság Román Királysággal való egyesülését népszerűen legitimáló Nagy Nemzetgyűlést. 1922-ben itt került sor Nagy-Románia királyának, I. Ferdinándnak és hitvesének, Máriának hivatalos koronázási ünnepségére, amely tovább erősítette a város szimbolikus jelentőségét történelmi fővárosi szerepe révén.

## Nevének eredete
A római korban a települést Apulumnak hívták (a dák Apoulon névből, amelyet Ptolemaiosz említett). Amikor a település a római romjaival együtt a 10. században hercegség székhelyévé vált, a lakossága valószínűleg szláv lehetett. Neve onnan ered, hogy a fehér mészkőből épült római kori falmaradványok alapján az itt letelepedő szlávok Belgrádnak (= Fehérvárnak) nevezték el.
Gyulafehérvárt régen a románok is Bălgradnak hívták. Nevének előtagja arra emlékeztet, hogy egykor az erdélyi gyula székvárosa volt. Latin neve az Ompoly latin Apula nevéből való. A német Weyssenburg/Weissenburg az ősi szláv név tükörfordítása, a Karlsburg pedig újabb várának építtetőjére III. Károly magyar királyra (VI. Károly néven német-római császárra) emlékeztet. Mai román neve, Alba Iulia a magyar név fordítása, ahol a Gyula előtagot személynévként értelmezték.
A magyar Gyulafehérvár név hatására a város latin neve végül Alba Julia vagy Alba Yulia lett. A modern román név, Alba Iulia, ennek az átvétele, amely a román köznyelvben a 18. században kezdett elterjedni. A modern nevet hivatalosan használták, mióta a város Románia részévé vált. A rutének körében a várost Bilhorod néven ismerték.

## Fekvése
Gyulafehérvár municípium 270 m magasságban helyezkedik el, 340 km-re Bukaresttől, 100 km-re Kolozsvártól, 70 km-re Nagyszebentől és 241 km-re Aradtól, területe pedig 10 365 hektár.
Az Ompoly és Sebes folyók, a Nyugati-Kárpátok hegyláncai és az Erdélyi-fennsík által határolt területen fekszik. Maga a város a Maros első teraszán helyezkedik el, amely kelet felé egy 8–10 km hosszú és 2–4 km széles síkságot alkot. A város nyugati részét a Mamut-csúcsot (630 m) is magában foglaló, erdős Érchegység emelkedései őrzik. Keleten, a Maros túloldalán, az erózió által formált, vöröses agyagos dombok láthatók, amelyeket a Maros, Sebes és Székás folyók alakítottak ki, létrehozva egy érdekes formájú szakadéksort ritka növényzettel. Dél felé a Sebes-hegység csúcsai, a Șurianu-csúcs (2059 m) és a Pătru-csúcs (2130 m) emelkednek.

## Története

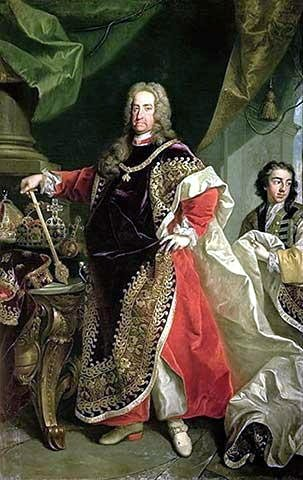
III. Károly magyar király

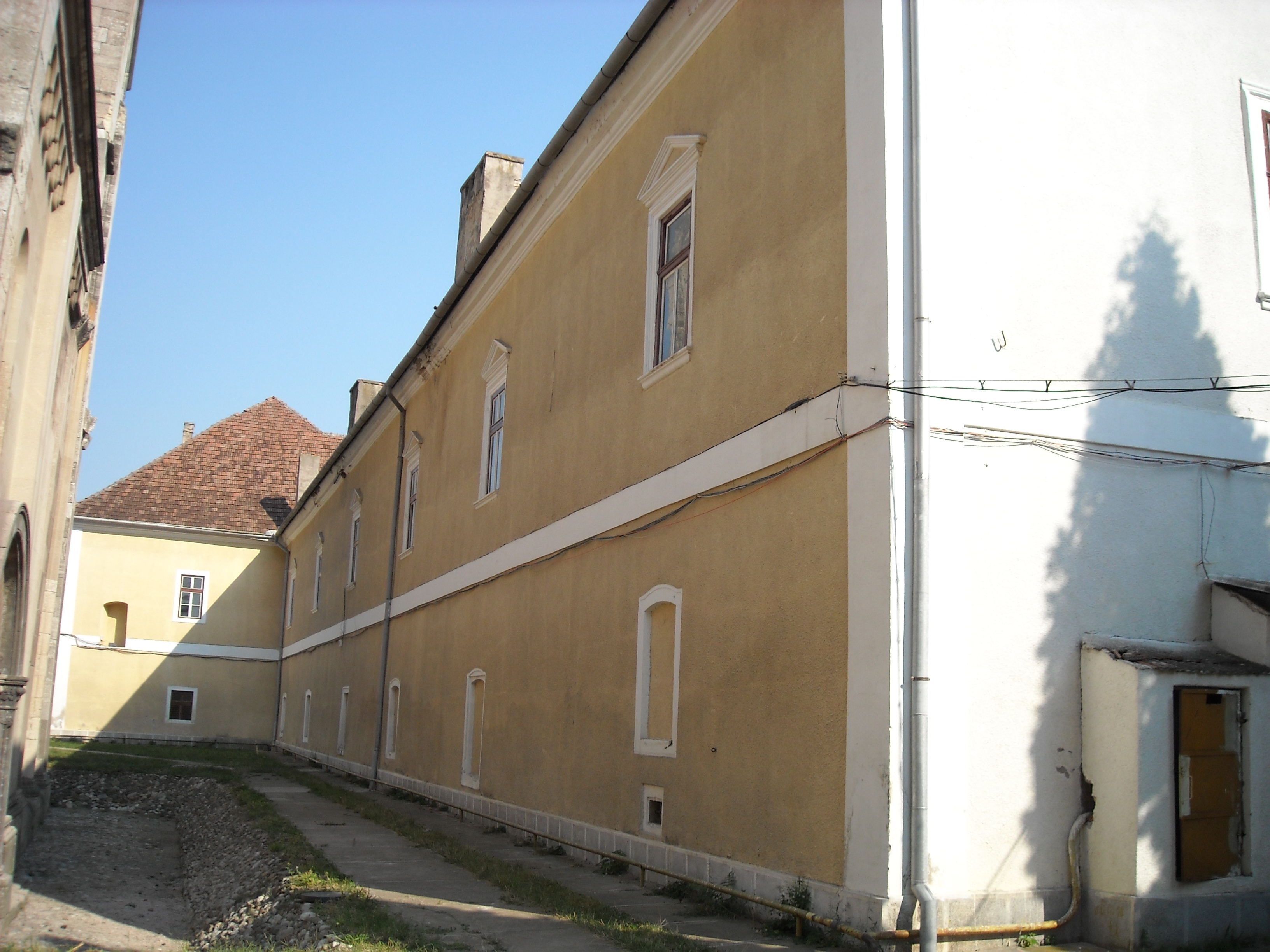
Fejedelmi palota

Már a vaskorban földvár állt itt, ahová a rómaiak később castrumot építettek. Itt állt Apulum, az ókori Dácia tartomány egyik jelentős városa. Erdélyt már a magyar államalapítástól kezdve innen kormányozták mint különálló egységet, itt székelt az erdélyi vajda. Az erdélyi Gyula 953-as bizánci megkeresztelkedése után, – Erdélyben elsőként – itt épült ortodox templom. Ezt a Bizáncból érkezett Hierotheosz használta, mint "Turkia püspöke". Ennek romjait 2011-ben találták meg egy vízvezeték építése során. Később a római katolikus püspökségét Szent István alapította 1009-ben, ezt követően lesz Fehér vármegye székhelye. 1241-ben a tatárok teljesen elpusztították. 1277-ben Alárdi János vízaknai szász bíró fia bosszúhadjáratában felégette. Virágkorát a Hunyadiak és Bethlen Gábor alatt élte. Székesegyháza 13. századi, egy régebbi templom alapjaira épült. 1291-ben III. András országgyűlést tartott itt.
1442. március 22-én a város mellett csapott össze Hunyadi János hada Mezid bég 15 ezres seregével. Először a török, majd néhány nap múlva a megerősödött magyar sereg győzött.
1516-ban II. Ulászló megerősítését rendelte el. Budáról először Lippára, majd 1542-ben ide költözött Izabella királyné és fia I. János néven magyar király, miután a Püspöki palotát átalakították oly módon, hogy a Keleti Magyar Királyság székhelye lehessen. 1558. Izabella királyné itt is halt meg 1559. szeptember 15-én. Itt gyilkoltatta meg katonáival Balassa Menyhért Izabella parancsára a lázadó Bebek Ferenc, Kendy Ferenc és Antal nemeseket. 1571. március 14-én itt halt meg János Zsigmond fejedelem és az utolsó szabadon választott magyar király, a királyné és fiának hamvai a Szent István által alapított székesegyházban pihennek.
II. János magyar király halálát követően az erdélyi –többségében protestáns (református, unitárius és lutheránus) rendek- 1571. május 25-én Báthory István római katolikus főurat választották meg Erdély fejedelmének. I. Habsburg Ferdinánd azonban nem nyugodott bele abba, hogy az erdélyi rendek szabadon választják meg az ország fejedelmét, ezért ígérgetéssel rávette Bekes Gáspár unitárius vallású főurat, hogy lázadjon fel Báthory ellen. Bekes Gáspár folyamatosan szervezkedett a fejedelmi hatalom megszerzése érdekében 1572–1574 folyamán. A francia Pierre Lescalopier, IX. Károly franciaországi követe azzal a céllal utazott Erdélybe, hogy megbeszéléseket folytasson Báthory István erdélyi fejedelemmel, aki szeretett volna megnősülni. Pierre Lescalopier 1574. június 24-én érkezett Erdélybe. Erről az utazásról a francia követ később könyvet írt és ebben többek közt arról számolt, be, hogy Gyulafehérvár és Erdély lakosságának többsége magyarul beszélt. Habsburg biztatásra Bekes Gáspár el akarta foglalni Erdély trónját, de 1575. július 8-i radnóti csatában vereséget szenvedett. Ebben a csatában tűnik ki vitézségével Székely Mózes. E csata után két nappal Bekes és Báthory seregei újból összecsapnak Kerelőszentpál mellett. Székely Mózes ebben a csatában is meghatározó szerepet játszott, ezért Báthory kinevezi a fejedelmi testőrség parancsnokának. Báthory István az erdélyi országgyűlésen, 1576. január 16-án Medgyesen bejelentette, hogy a lengyelek királyukká választották, ezért javasolta a rendeknek, hogy válasszák meg helyette Báthory Kristófot. Báthory Kristóf halálát követően került a fejedelemség élére Báthory Zsigmond, aki több alkalommal is lemondott, sok bajt okozva a városnak és az ország népének.
1599. november 1-jén Báthory András feletti győzelme után Vitéz Mihály vajda diadalmenetben vonult be a városba, ahol az 1600. július 10-én megtartott erdélyi országgyűlésen fejedelemmé választották. 1602. június 29-én itt győzte le Giorgio Basta Székely Mózes seregét. A várost Mihály vajda és Basta is felgyújtotta, majd a tatár, később 1661-ben a törökök égették fel. 1603-ban Székely Mózesnek a függetlenségpárti magyarok és székelyek támogatásával sikerült a fővárost felszabadítania és 1603. május 8-án bevonult a városba, ahol ünnepélyesen megválasztották és beiktatták Erdély fejedelmének.
1605 októberében Káldi György jezsuita szerzetes itt kezdte meg a Biblia magyar nyelvre fordítását.
1622-ben Bethlen Gábor megalapította a város református kollégiumát, amelyet 1658-ban a harcok elől Nagyenyedre költöztettek. 1629. november 15-én itt halt meg a fejedelem.
1642. március 4-én itt választották fejedelemmé I. Rákóczi Györgyöt, aki itt is halt meg 1648. október 11-én. 1657-ben II. Rákóczi György lengyel hadjárata idején a várost tatár seregek égették fel, majd október 25-én a fejedelem itt mondott le.
1704. július 8-án itt választották az erdélyi rendek fejedelemmé II. Rákóczi Ferencet. 1715-ben újraszervezték a reformáció alatt megszűnt püspökséget. Új vára 1738-ban lett készen. 1785. február 28-án itt végezték ki a Horea–Cloșca-féle parasztfelkelés vezetőit. 1937-ben emelt emlékművük a Szent György-kapu előtt áll. 1848–49-ben innen irányították a magyarok ellen harcoló császári és román csapatokat.

A fejedelemség fővárosának bírói: Gyógy Péter (1583), Mészáros Gergely, (1590), Mészáros György (1590). 1602-ben Baroniai Szabó István, 1603-ban Mészáros Gergely a bíró.
Az 1602 és 1603-ból fennmaradt gyulafehérvári magyar nyelvű jegyzőkönyvekből megállapítható, hogy a város lakóinak többsége, a város összes tanácsosa, élén a bíróval mindegyik magyar nemzetiségű volt.
A Habsburg uralom alatt 1711-et követően a lakosság nemzetiségi összetétele megváltozik.
1910-ben 11 616 lakosából 5226 magyar (44,98%), 5170 román (44,50%), 792 német (6,81%) és 287 cigány (2,47%) volt. 1918. december 1-jén a románok nemzetgyűlése itt határozta el a Romániához való csatlakozást. Az egyesülést az Egyesülés Múzeumával szembeni volt tiszti kaszinó épületében mondták ki. Az ortodox székesegyházban koronázták román királlyá 1922. október 15-én I. Ferdinándot és feleségét.
2002-ben 66 406 lakosából 62 722 román (94,45%), 1836 magyar (2,76%), 1475 cigány (2,22%) és 217 német (0,32%) volt.

### A gyulafehérvári zsidók története
A zsidó közösség, amely az első volt Erdélyben, a 14. században alakult meg. 1623-ban hivatalosan közösséget alapítottak Bethlen Gábor fejedelem engedélyével. A 18. században magyarországi és havasalföldi askenáz zsidók, valamint szefárdok telepedtek le a városban. 1754-től 1868-ig a város rabbija volt Erdély főrabbija. 1840-ben épült egy zsinagóga, amelyet 1874-ben egy szefárd zsinagóga követett. A 19. században a helyi zsidók többsége a szőlőműveléssel foglalkozott, és földeket vásároltak szőlőtermesztés céljából; a 20. században főként kézművesként dolgoztak. 1930-ra Alba Iulia 1558 zsidó lakosa a város népességének közel 13%-át tette ki.
1940 októberében, a Nemzeti Legionárius Állam idején, a Vasgárda terrorizálta a helyi zsidókat. A következő évben az Ion Antonescu-rezsim elkobozta a zsidók tulajdonát és kényszermunkára küldte a férfiakat. A második világháború után a közösséget újra megalapították, de hamarosan csökkent a létszám, mivel a zsidók kivándoroltak.

## Népessége
A 2021-es népszámlálás szerint a város összlakossága 64 227 fő volt. A 2011-es népszámláláskor 63 536 lakosa volt; közülük 95,3% román nemzetiségű, 3,2% roma, 1,9% magyar és 0,2% német (pontosabban erdélyi szász) volt.
1850-ben Gyulafehérvárnak 5 408 lakosa volt, közülük 2 530 román (46,78%), 1 009 magyar (18,67%), 748 német/erdélyi szász (13,83%) és 1 121 (20,73%) egyéb nemzetiségű volt.
1891-ben a városnak 8 167 lakosa volt, akik közül 3 482 magyar (42,63%), 3 426 román (41,94%) és 867 német/erdélyi szász (10,62%) volt. 1910-re a lakosság száma 11 616 főre nőtt. Közülük 5 226 fő volt magyar (45%), 5 170 román (44,51%) és 792 német/erdélyi szász (6,82%). Az 1930-as népszámlálás szerint a lakosság 34,7%-a román ortodox, 28,1%-a román görögkatolikus, 12,9%-a római katolikus, 12,7%-a zsidó, 7,3%-a református és 3,1%-a evangélikus volt.

## Látnivalók
Gyulafehérvár fő történelmi területe a Felsőváros, amelyet III. Károly magyar király építtetett fel, akinek tiszteletére a Habsburgok Karlsburgnak nevezték át a várost. A hét bástyás, csillag alakú erődöt 1716 és 1735 között építették két svájci erődítményépítész által. Az első Giovanni Morandi Visconti volt, aki két régi olasz stílusú bástyát épített. A második Nicolaus Doxat de Demoret volt, akit „osztrák Vaubanként” emlegettek. 1720 után a két építész radikálisan átalakította a középkori várat, amely a korábbi római castrum alakját követte, egy hétbástyás barokk erőddé, Menno van Coehorn új holland rendszerét fejlesztve. A város erődje ennek a rendszernek a legjobban megőrzött példája.
Az erődön belül található a Nemzeti Tisztelet Galériájával rendelkező Egyesülési Csarnok, a Nemzeti Történeti Múzeum, a Fejedelmi Palota (Vajdai Palota), az ortodox székesegyház, a római katolikus székesegyház, a Batthyaneum Könyvtár, a római katolikus püspöki palota, az Apor-palota, valamint az Gyulafehérvári Egyetem. A 10. és 11. században épült római katolikus székesegyház a legreprezentatívabb épület az erdélyi középkori romanika stílusában, és fontos emlékműnek számít a korai erdélyi középkori építészet terén. Hunyadi János és Jagelló Izabella magyar királynénak a sírjai is itt találhatók.

A Batthyaneum Könyvtár egy barokk stílusban épült egykori templomban kapott helyet. 1780-ban Batthyány Ignác, Erdély püspöke alakíttatta át az épület belsejét könyvtárrá. A könyvtár híres kéziratairól, ősnyomtatványairól és ritka könyveiről, mint például a 9. századi Lorsch-i Aranykódex feléről, a 15. századi Burgundi Kódexről és a 13. századi Biblia Sacráról. Itt alapították 1792-ben Erdély első csillagvizsgálóját. Az Apor-palota, amely ugyanazon az utcán található, mint a Batthyaneum, Apor herceg tulajdonában volt, és a 17. század második felében épült. A 18. század elején az osztrák hadsereg vezetőjének, Steinville hercegnek a rezidenciája volt. A palotát 2007-ben újították fel a román Kulturális Minisztérium felügyelete alatt.

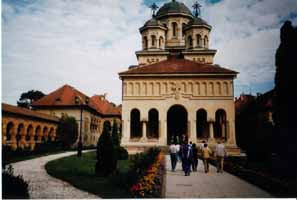
Az ortodox székesegyház

Az ortodox Egyesülési Székesegyház 1921 és 1923 között épült D.G. Ștefănescu építész tervei alapján, T. Eremia mérnök felügyeletével. A freskókat Constantin hagyományos ikonográfiai stílusban festette meg. Az egyesült Románia első uralkodóit, I. Ferdinánd királyt és Mária királynét itt koronázták meg 1922. október 15-én.
A Nemzeti Egyesülési Múzeum a „Babilon” épületben található. Az 1851 és 1853 között katonai célokra épített épület 1887-ben vált múzeummá. A múzeum több mint 130.000 műtárgyat állít ki, időrendi sorrendben rendezve. Az Egyesülési-terem, amely szintén része a Nemzeti Történeti Múzeumnak, történelmi jelentőségű, mivel itt tartották 1918. december 1-jén az erdélyi 1228 román delegáció gyűlését, amely meghatározta Erdély Romániához való csatlakozását. Az épületet 1895-ben katonai kaszinóként használták.
A Fejedelmi Palota (Palatul Principilor vagy Palatul Voievodal) Mihály vajda rezidenciája volt az első politikai román egyesítés során 1600-ban. Külföldi krónikák rendkívül fényűző, freskókkal és márványlépcsőkkel díszített épületként írták le, amely később leromlott állapotba került. Bethlen Gábor és II. Rákóczi György uralkodása alatt a palotát helyreállították, de korábbi pompáját nem érte el. 1716 után az épületet a Habsburg Birodalom hadseregének laktanyaként használták.
A város történelmi központja 1991 óta a világörökség javaslati listáján szerepel.
- A 18. század első felében épített vár falai és bástyái nagyobb részben ma is állnak.
- Az érseki székesegyház a 13. században épült, az erdélyi fejedelmek temetkezési helye, 1991-től érseki központ. Benne ma is láthatók a Hunyadiak síremlékei, valamint Izabella királyné és János Zsigmond fejedelem gazdagon díszített kőszarkofágjai. Altemplomában erdélyi fejedelmek és püspökök egész sora nyugszik.
- Az ortodox székesegyház, a târgovistei templom mása, a 20. század elején épült.
- Közelében, a Babilon-házban látható a Román Egyesülés Múzeuma, gazdag román történeti kiállítással.
- A volt tiszti kaszinó épületében alakították ki az Egyesülés Termét, melyet egy francia festő az eseményt ábrázoló falfreskói díszítenek.
- A székesegyház szomszédságában áll az erdélyi fejedelmek egykori 15. századi palotája és a püspöki palota.
- A Szent György-kapu előtt látható az 1784-es erdélyi parasztfelkelés itt kivégzett vezetőinek 1937-ben emelt emlékműve.
- A Batthyáneumot gr. Batthyány Ignác erdélyi püspök alapította 1794-ben. Először csillagvizsgálónak készült, majd a püspök fokozatosan bővítette ásvány- és éremgyűjteménnyel, könyvtárral. A Batthyáneum 55 000 kötetes püspöki könyvtárának kódexei világhírűek. Az egyik latin nyelvű kódexből került elő a harmadik legrégibb összefüggő magyar nyelvemlék, a gyulafehérvári sorok 1310-ből.

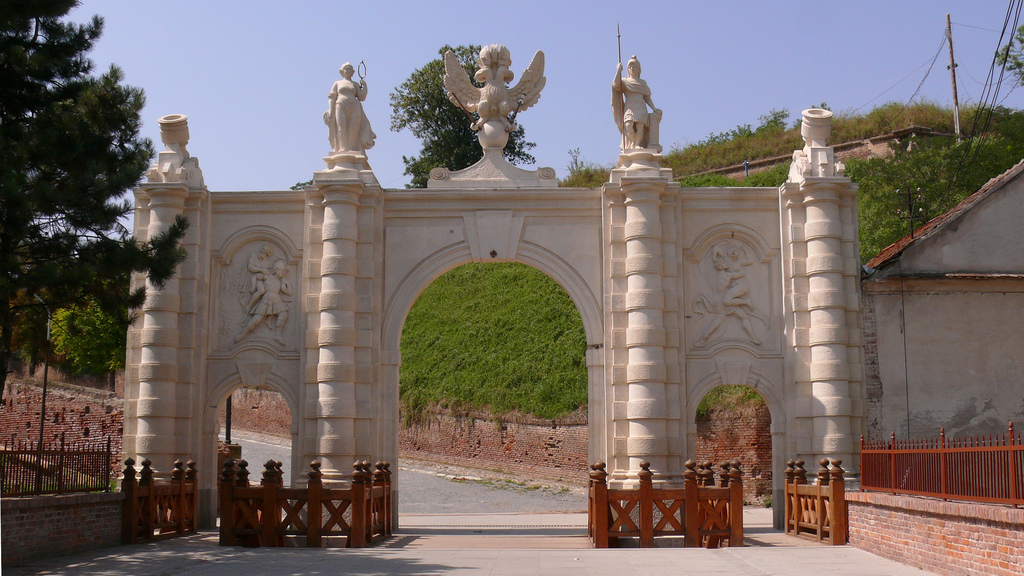
A vár Károly-kapuja

- Egyesülés-terem, korábban tiszti kaszinó[9]

## Híres emberek
- Itt született 1645. február 24-én I. Rákóczi Ferenc erdélyi fejedelem.
- Itt született 1676. október 13-án II. Apafi Mihály erdélyi fejedelem.
- Itt született 1742. december 26-án Born Ignác természettudós, geológus.
- Itt született 1845. augusztus 26-án Vasady Nagy Gyula muzeológus, a Székely Nemzeti Múzeum első őre.
- Itt született 1882. augusztus 17-én Zsakó István ideggyógyász, pszichiáter, orvosi szakíró.
- Itt született 1888. szeptember 7-én Karácsony Benő író.
- Itt született Szabó Béla, Gyulafehérvári (Gyulafehérvár, 1905. augusztus 26. – Kolozsvár, 1985. november 30.): romániai magyar festő, grafikus, állami díjas
- Itt született 1928. február 1-jén Király László magyar pedagógus, tankönyvíró.
- Itt született 1946. április 8-án Szilágyi Zsolt előadóművész, karnagy, művészeti író.
- Itt született 1957. március 15-én Veres Péter építészmérnök, muzeológus, szerkesztő.
- Itt született 1957. december 25-én Tibori Szabó Zoltán újságíró, szerkesztő, műfordító.
- Itt született 1981. december 30-án Marius Moga Grammy-díjra jelölt román zenei producer, énekes.
- Itt tanított 1653-ban Apáczai Csere János filozófus, író.
- Itt tanított 1770-ben Kereskényi Ádám jezsuita professzor, író az itteni jezsuita líceumban.
- Itt halt meg 1559. szeptember 15-én Izabella királyné.
- Itt halt meg 1571. március 14-én János Zsigmond magyar király, később erdélyi fejedelem.
- Itt halt meg 1581. február 15-én Bocskai Erzsébet, Bocskai István nővére, Báthory Kristóf felesége, Báthory Zsigmond anyja.
- Itt halt meg 1581. május 27-én Báthory Kristóf erdélyi vajda,
- Itt halt meg 1589. január 7-én Ghiczy János katona és politikus
- Itt halt meg 1612. március 29-én Szamosközy István (latinosan Zamosius) történetíró
- Itt hunyt el 1629. november 15-én Bethlen Gábor erdélyi fejedelem.
- Itt hunyt el 1648. október 11-én I. Rákóczi György erdélyi fejedelem.
- Itt hunyt el 1815. március 3-án Mártonffy József erdélyi püspök, tudós és költő.
- Itt hunyt el 1861. október 25-én Eötvös Ágoston régész, történész.
- Itt hunyt el 1980. szeptember 29-én Márton Áron erdélyi püspök.
- Itt hunyt el 1993. május 5-én Jakab Antal erdélyi püspök.

## Testvérvárosai
- Székesfehérvár, Magyarország
- Szliven, Bulgária
- Arnsberg, Németország
- Nazrat-Illit, Izrael
- Aígio, Görögország
- Alcalá de Henares, Spanyolország
- Duzce, Törökország
- San Benedetto del Tronto, Olaszország
- Varese, Olaszország

## Galéria

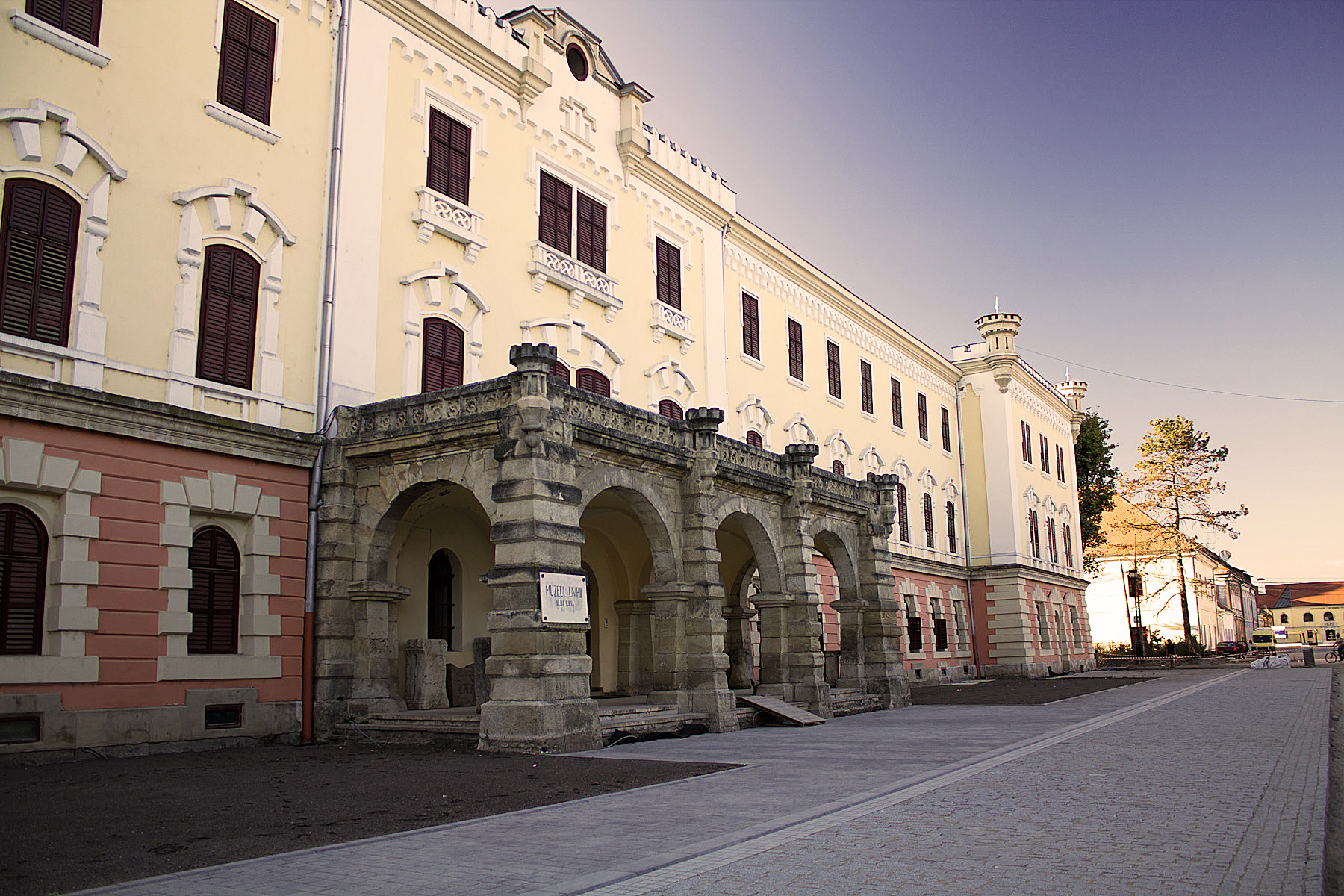
Egyesülés Múzeuma
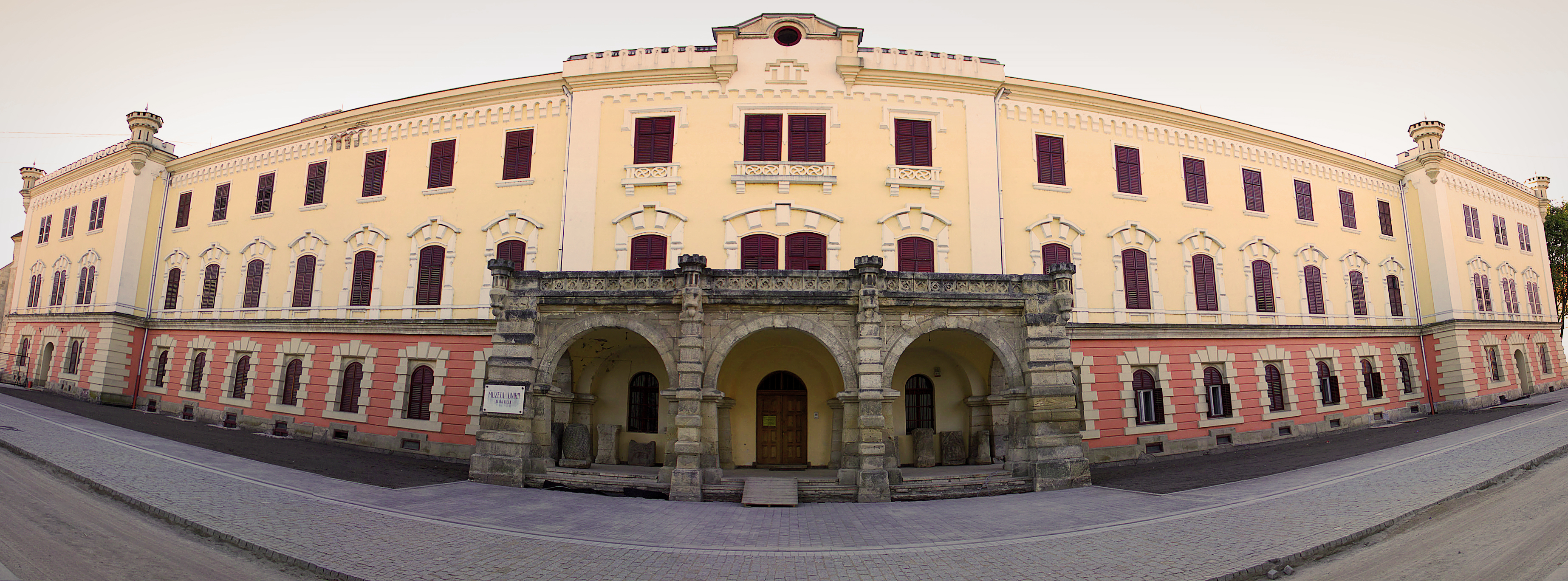
Egyesülés Múzeuma (panorámakép)
Horea, Cloșca és Crișan obeliszk
Custozza park
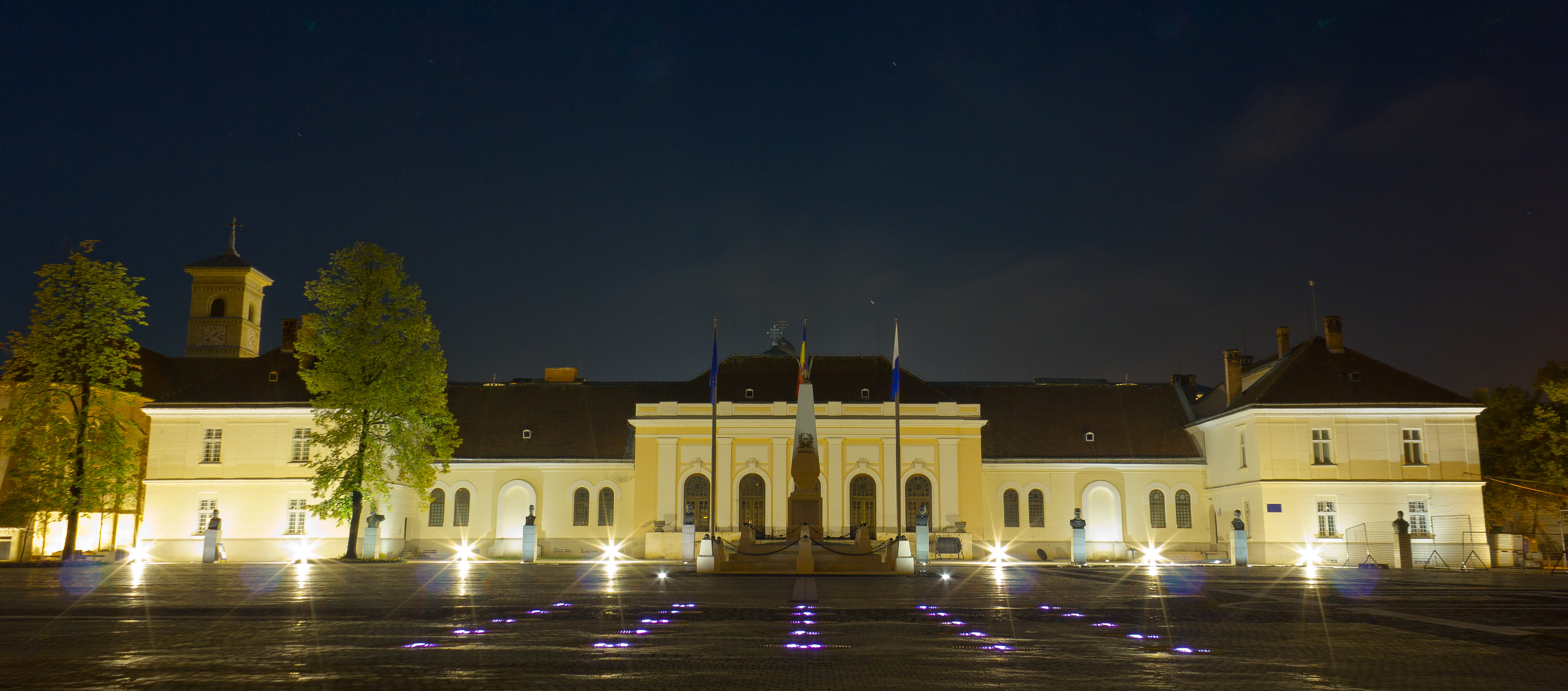
Egyesülés Terme és Custozza park
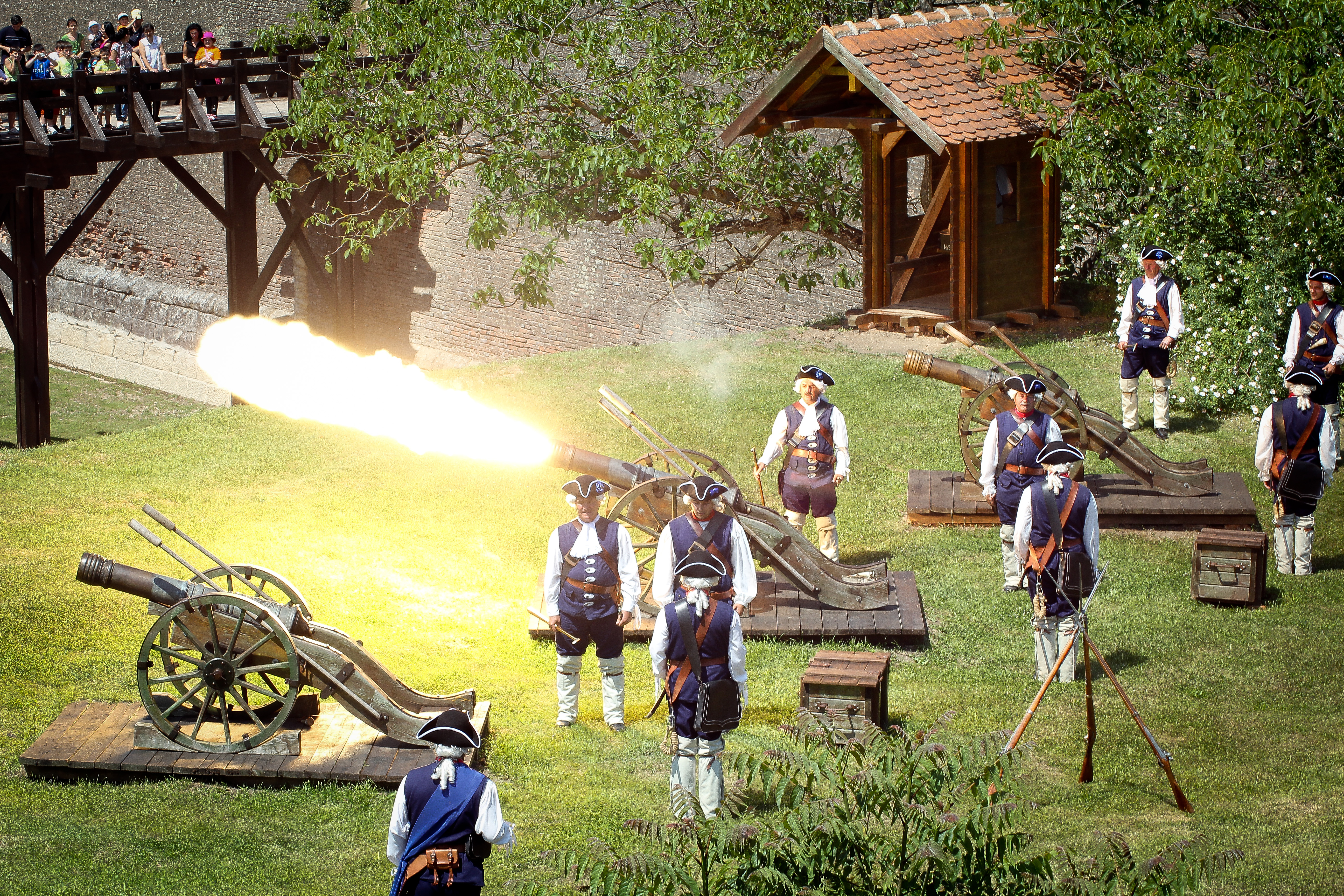
Osztrák őrség
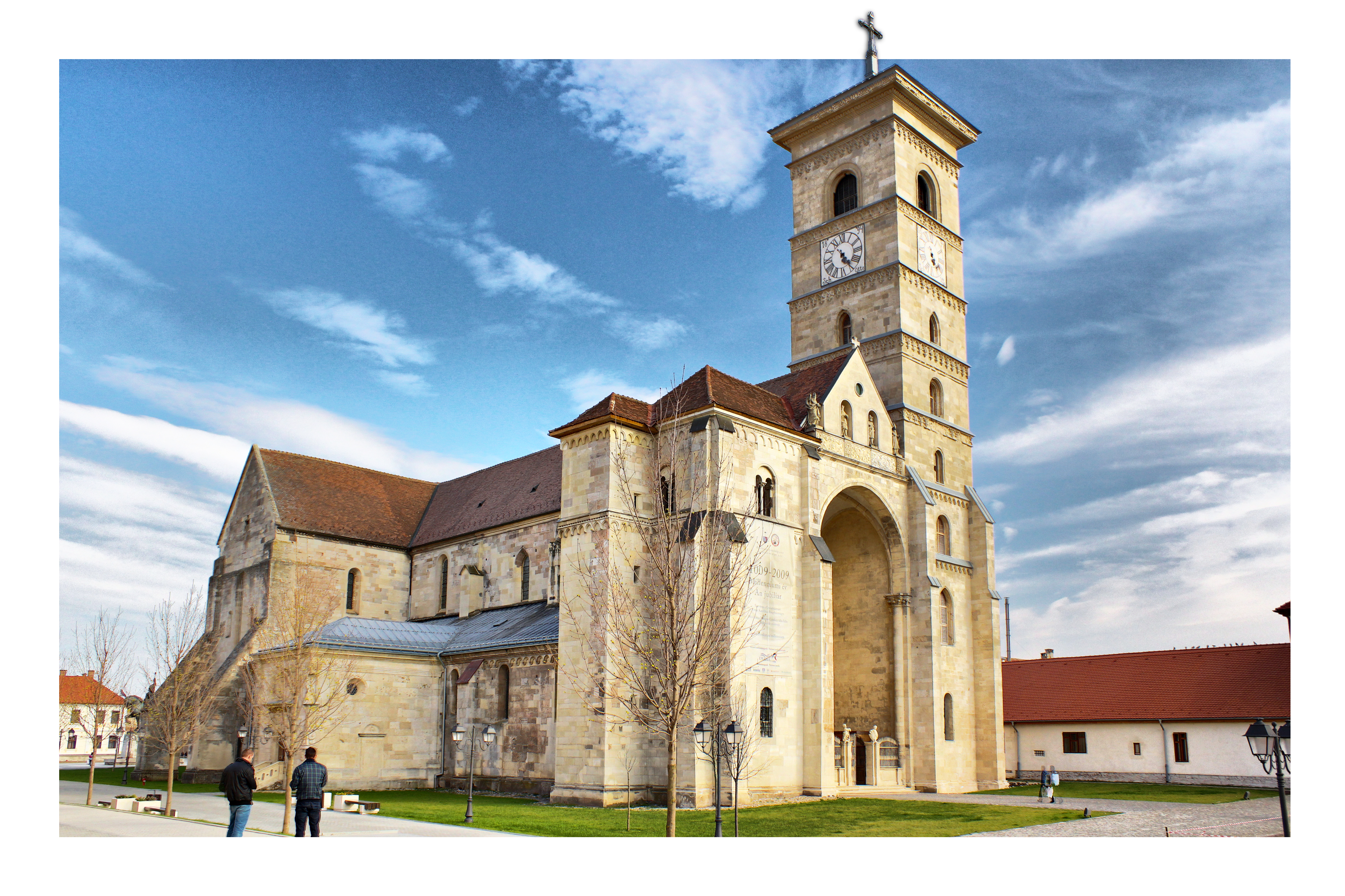
Katolikus székesegyház
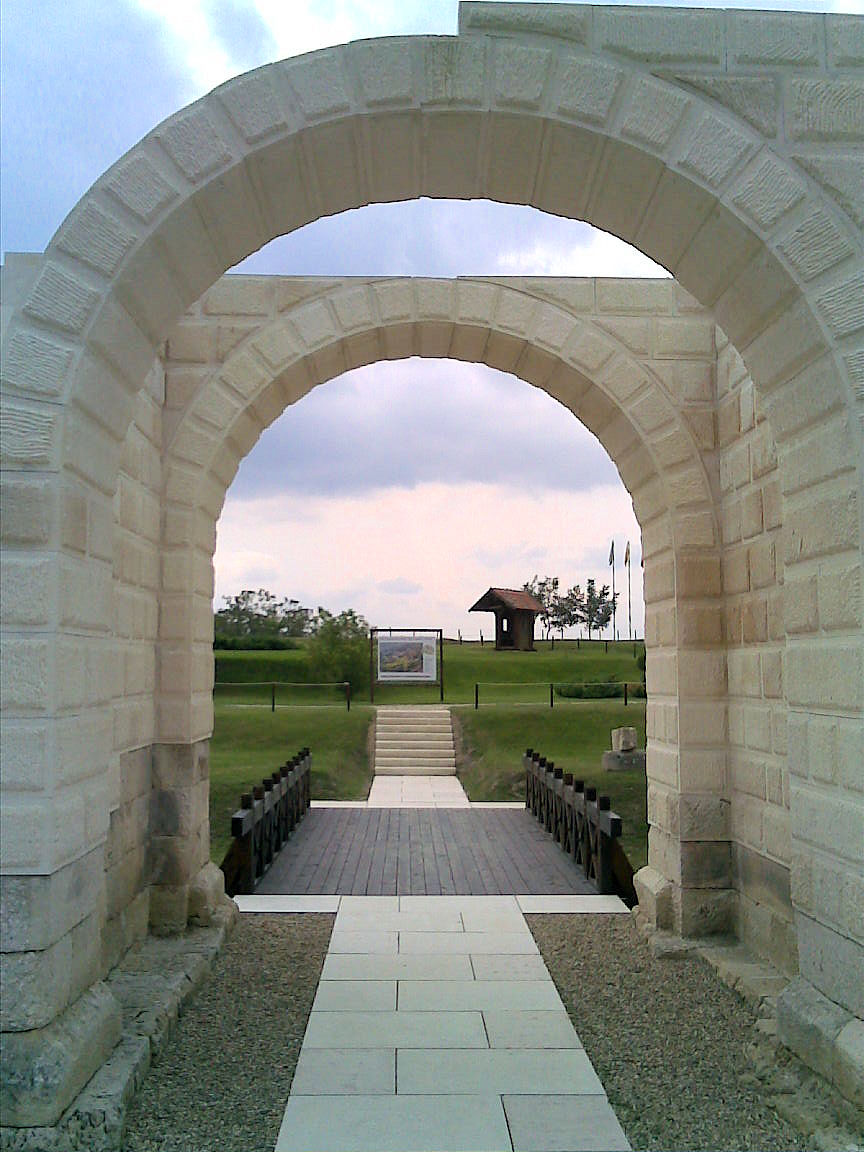
A római város romjai
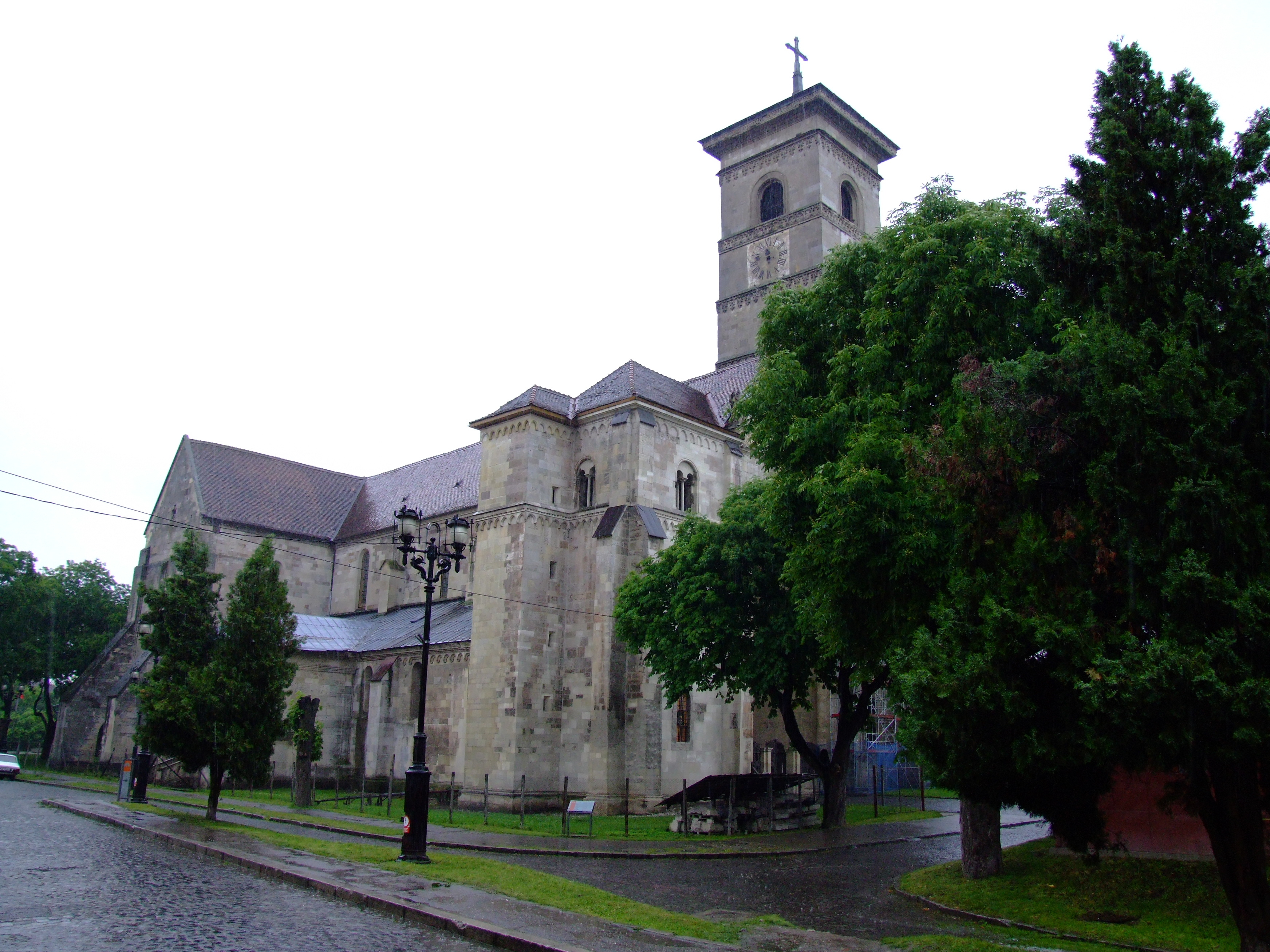
Gyulafehérvári érseki székesegyház
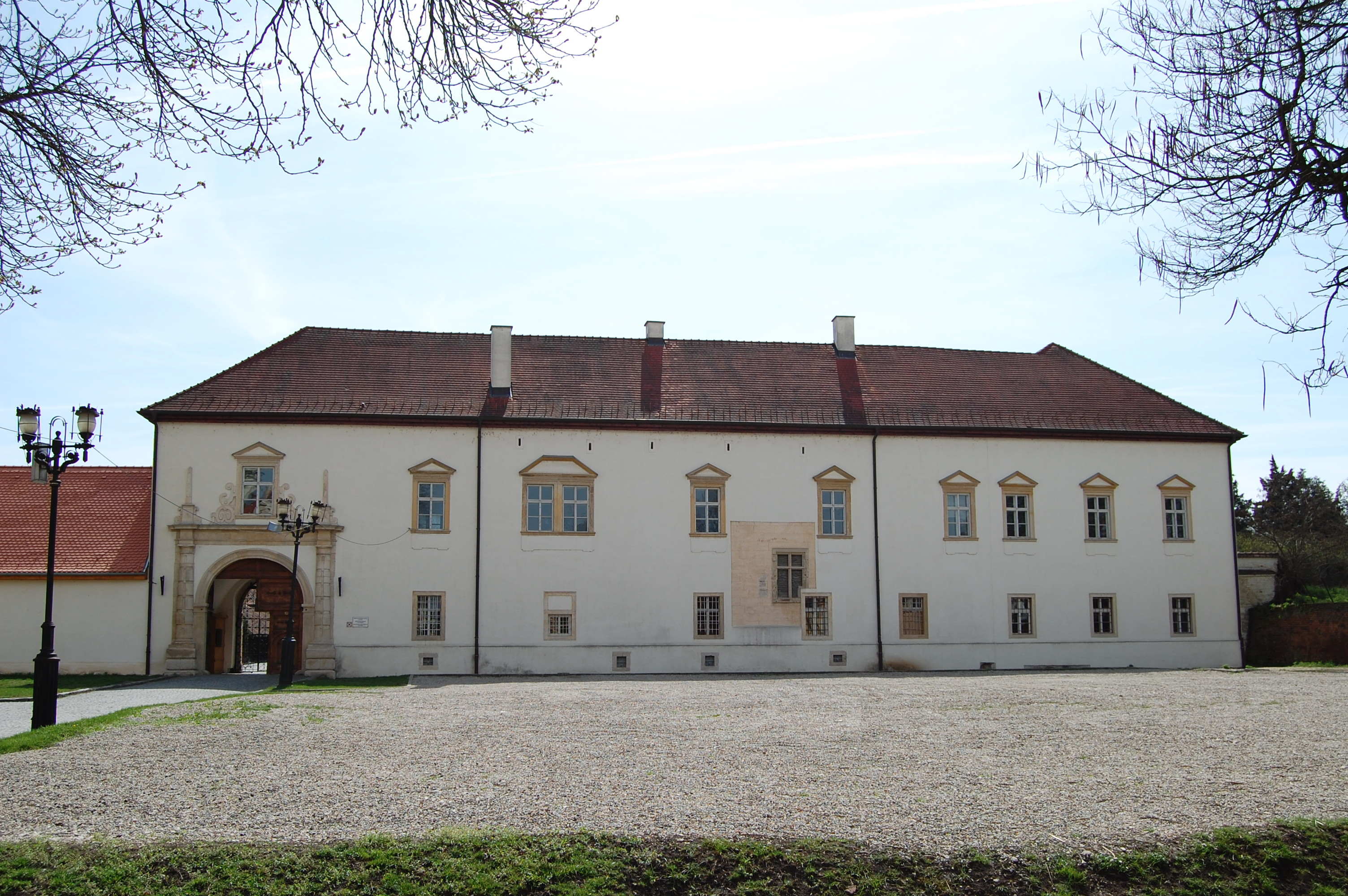
Érseki palota
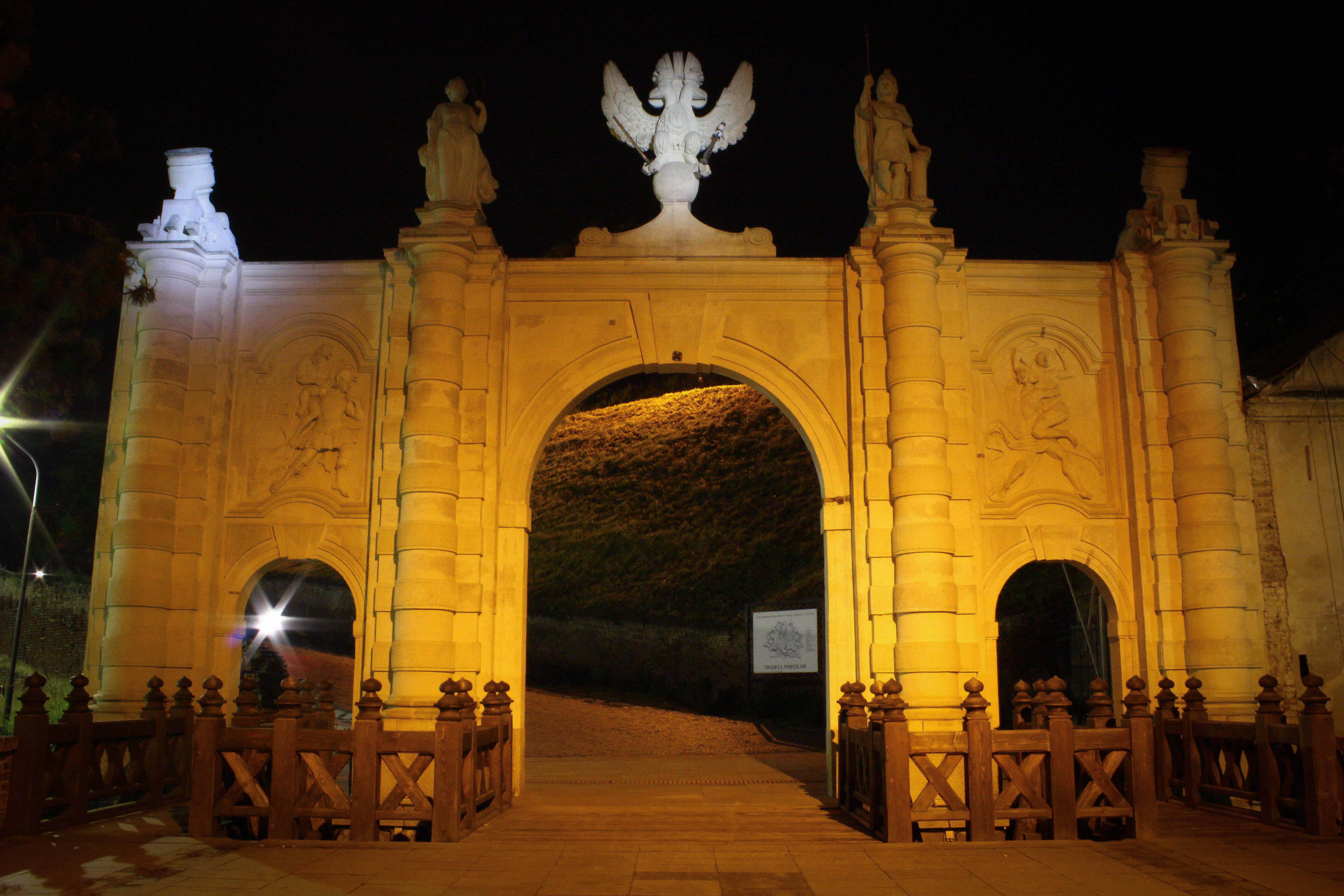
Az I. kapu
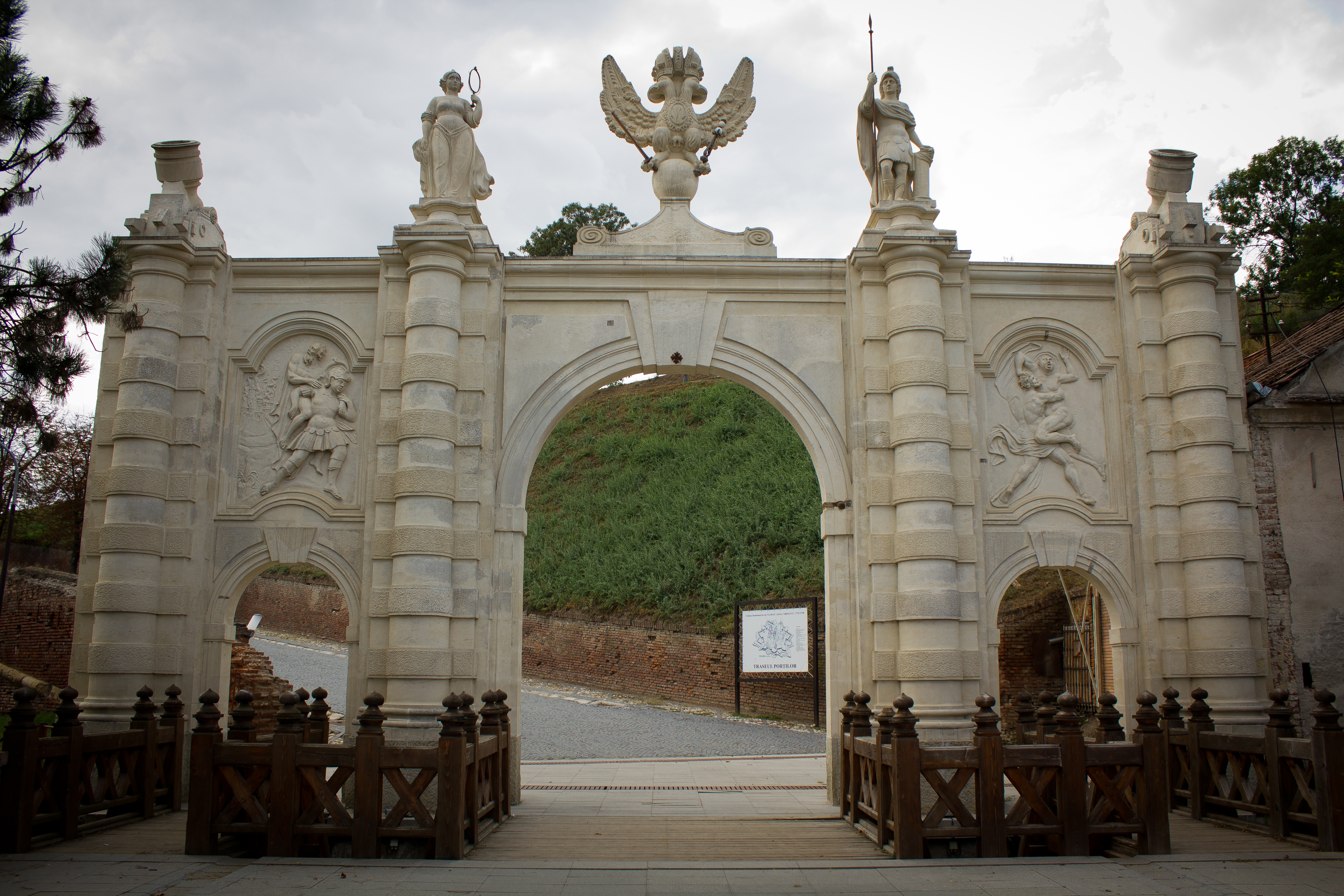
Az I. kapu
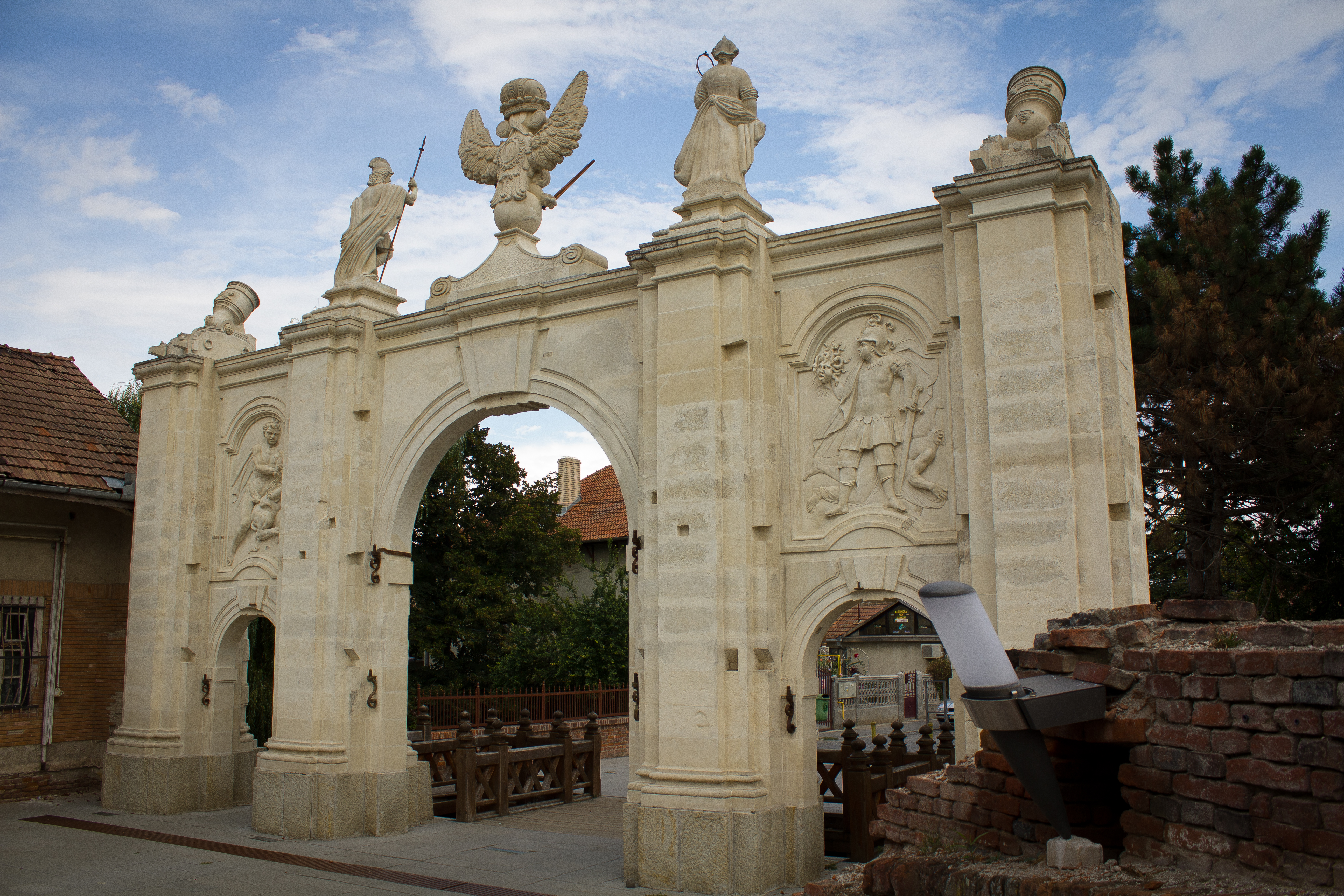
Az I. kapu
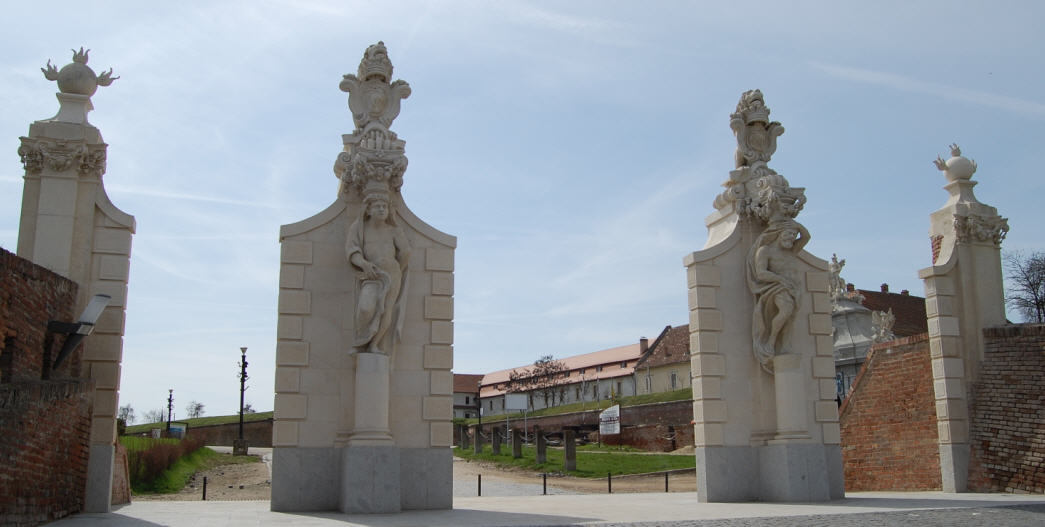
A II. kapu
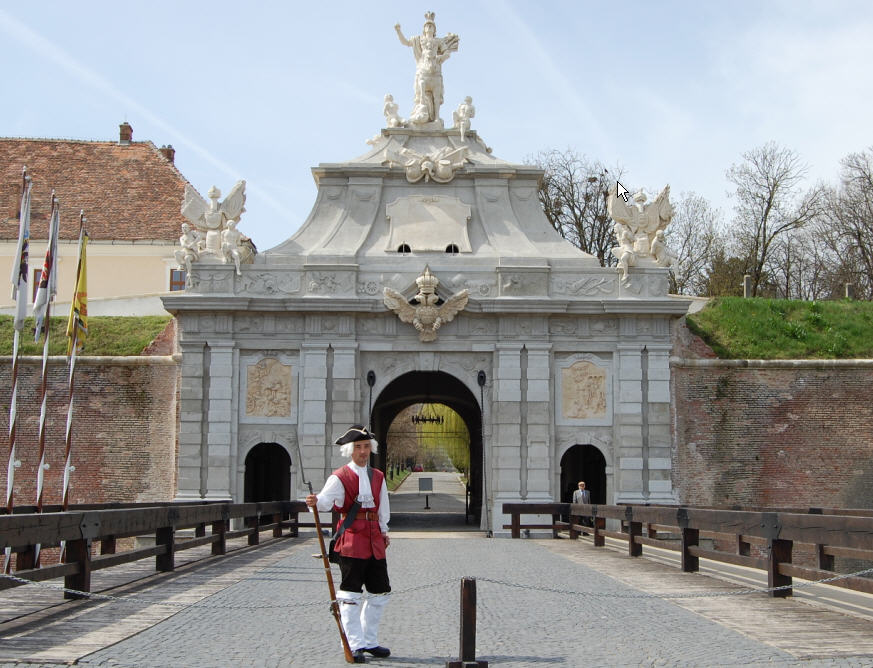
A III. kapu
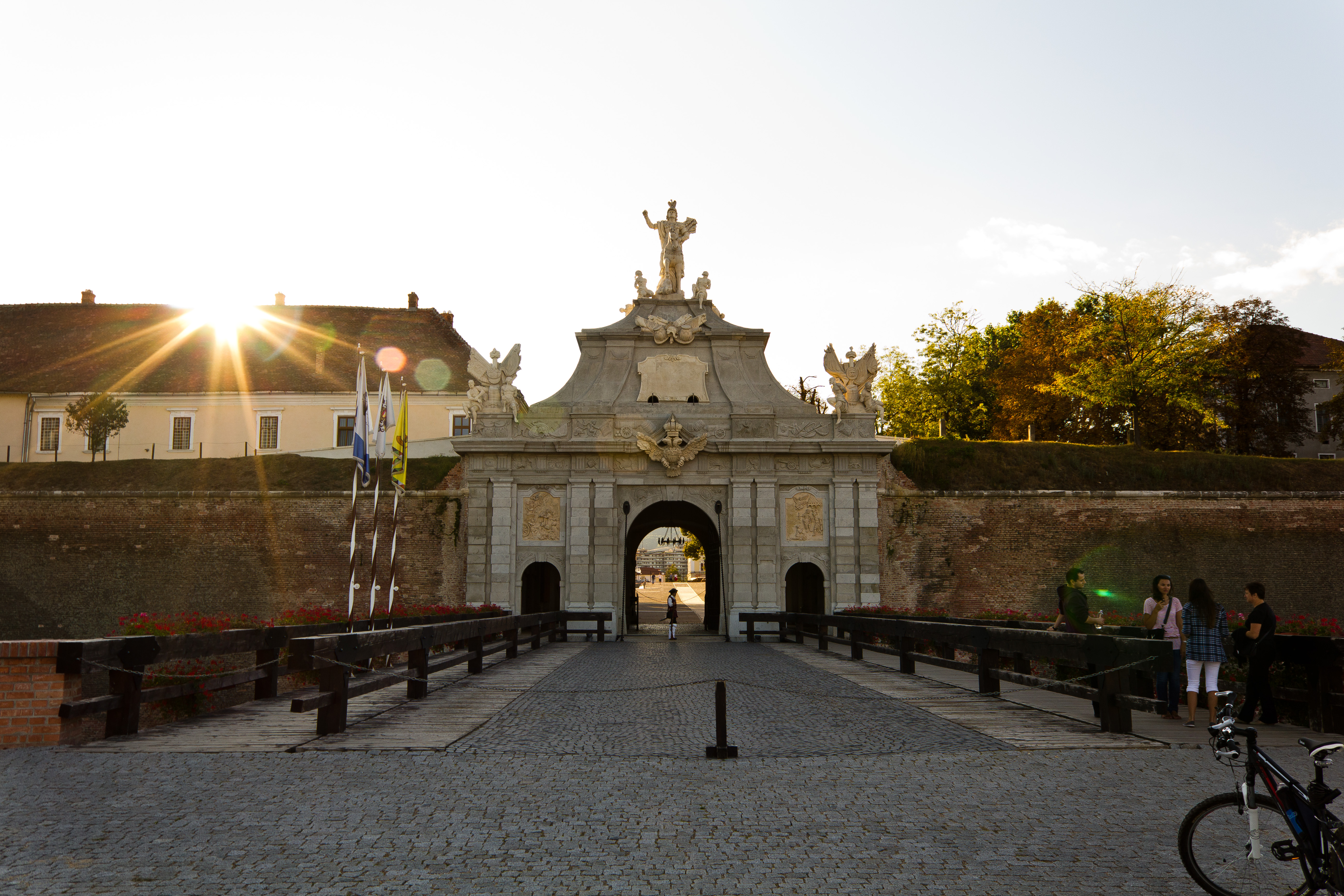
A III. kapu
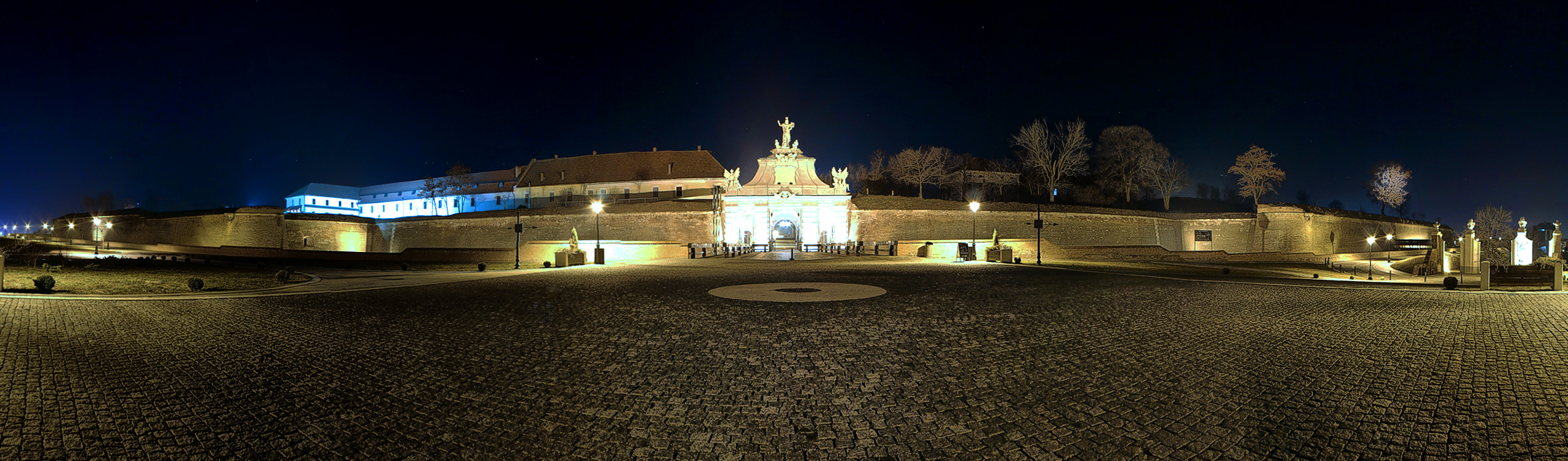
A III. kapu
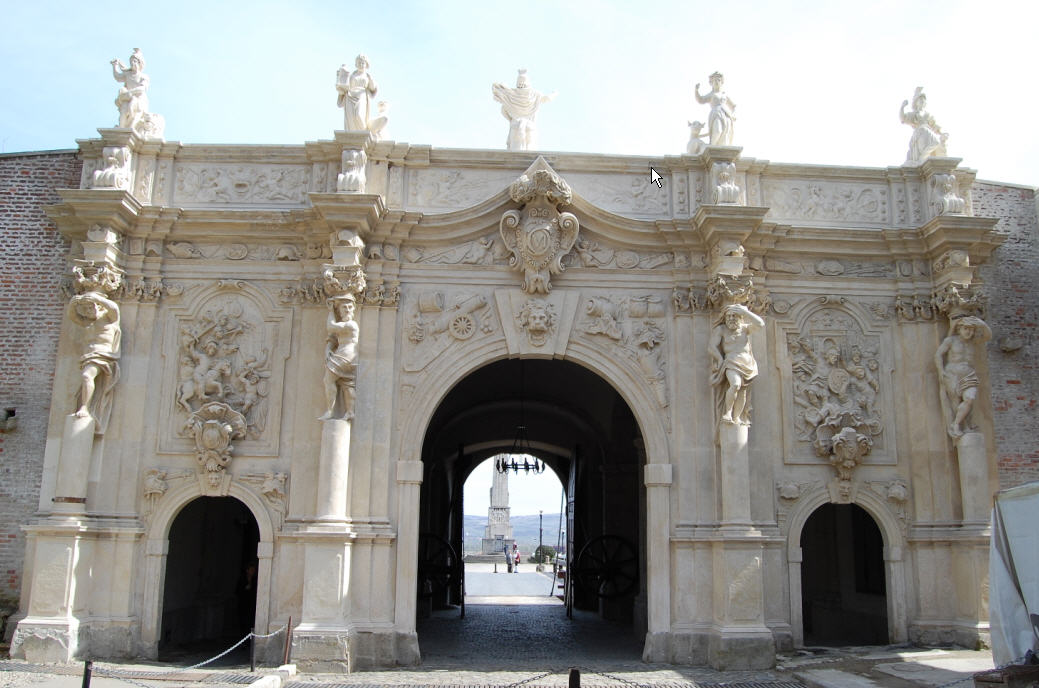
A III. kapu(belülről)
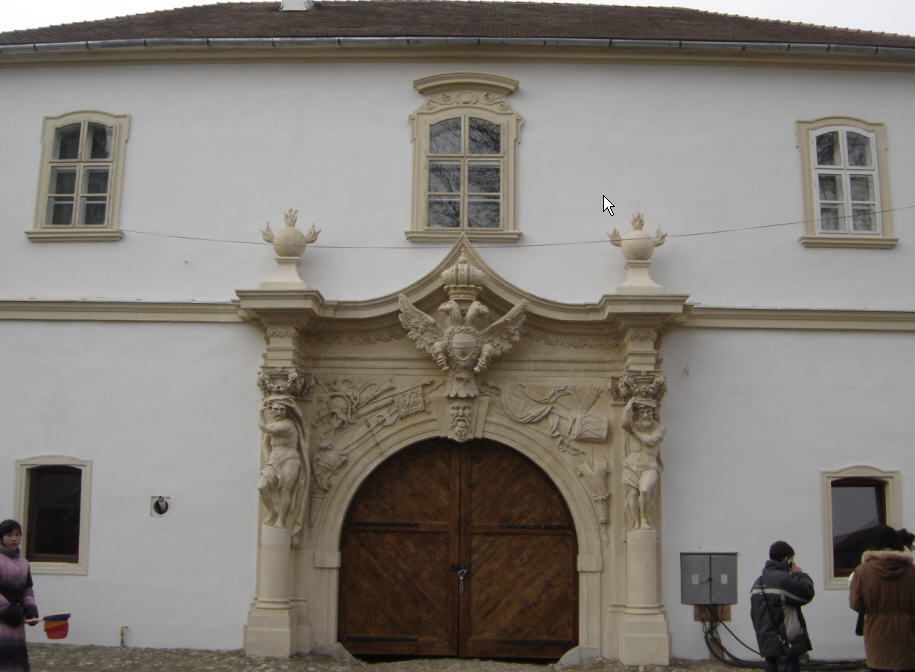
A IV. kapu
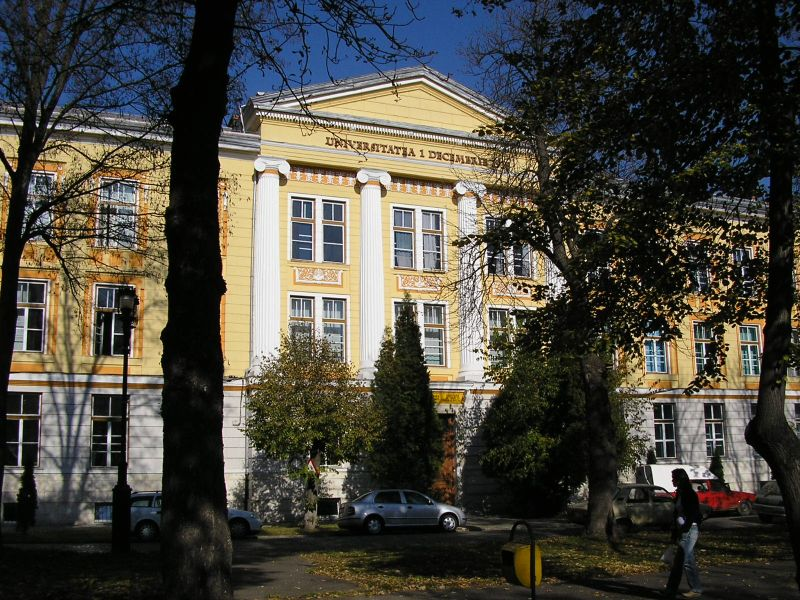
Az "1 Decembrie 1918" Egyetem főépülete
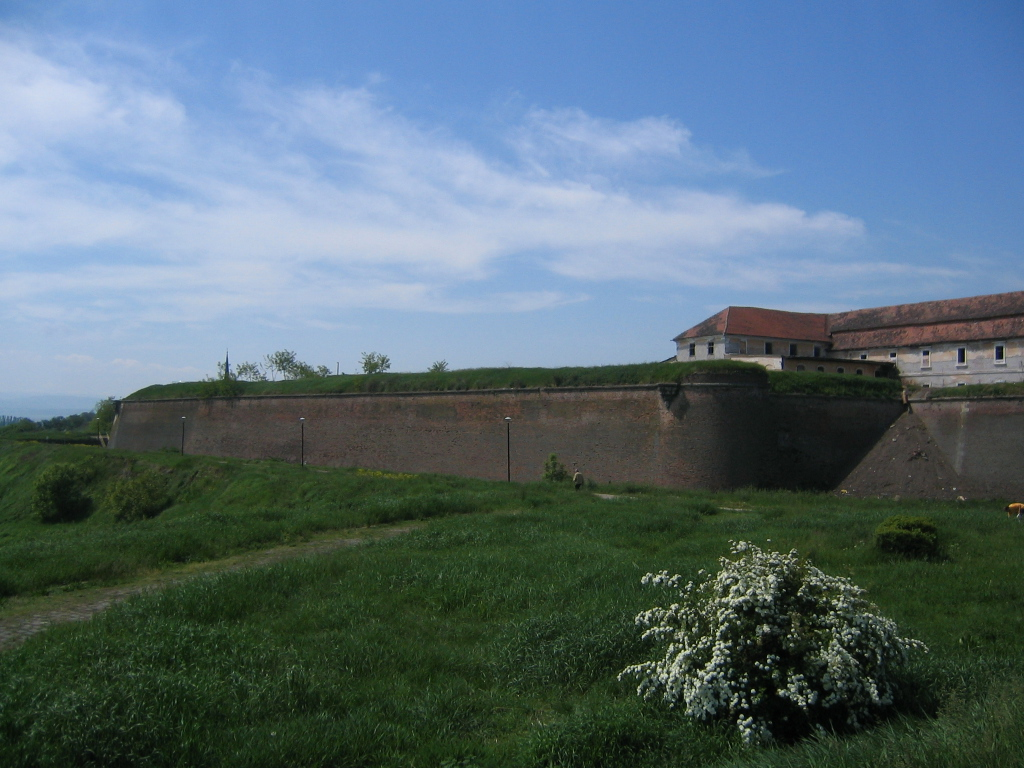
A vár délkeleti fala
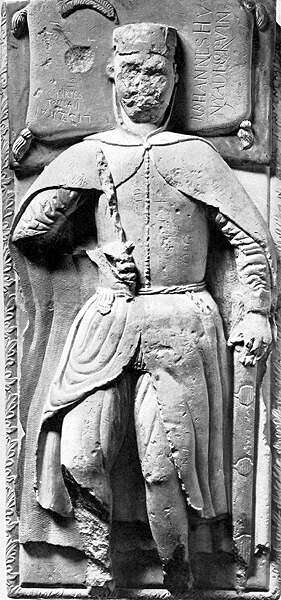
Hunyadi János síremléke a katolikus székesegyházban

### Weboldalak
- Gömbpanoráma képek a gyulafehérvári érseki székesegyházról
- Oldal Gyulafehérvárról
- Gyulafehérvár municipium hivatalos honlapja
- a Gyulafehérváti Római Katolikus Főegyházmegye hivatalos honlapja
- https://web.archive.org/web/20080511060150/http://www.insse.ro/cms/rw/resource/populatia_stab_1%20iulie2007.htm
- Szekeres Lukács Sándor: Székely Mózes Erdély székely fejedelme
- https://web.archive.org/web/20081023155014/http://www.erdelykalauz.com/gyulafehervar.html – Az érseki székesegyház és egyéb látnivalók
- https://adevarul.ro/locale/alba-iulia/ruinele-celei-mai-vechi-biserici-transilvania-scoase-lumina-cetatea-alba-iulia-foto-video-1_50ad4da57c42d5a663929d1d/index.html

### Könyvek
- Ávéd Jákó: Gyulafehérvári kalauz (MEK)
- Gyulafejérvári füzetek I. (MEK)
- Gyulafejérvári füzetek II. (MEK)
- Gyulafehérvár város jegyzőkönyvei. Gyulafehérvár városkönyve 1588–1674. Gyulafehérvár város törvénykezési jegyzőkönyvei 1603–1616; bev., jegyz. Kovács András; Erdélyi Múzeum-Egyesület, Kolozsvár, 1998 (Erdélyi történelmi adatok)